# فقمة لادوغا الحلقية
فقمة لادوغا الحلقية هي نوع من الفقمات الحلقية تعيش في بحيرة لادوغا شمال غرب روسيا.